# Tipula caucasica
Tipula caucasica är en tvåvingeart som beskrevs av Riedel 1920. Tipula caucasica ingår i släktet Tipula och familjen storharkrankar. Inga underarter finns listade i Catalogue of Life.